# Функция на Дирихле
Функцията на Дирихле (на името на Петер Густав Льожон Дирихле) е функция над множеството на реалните числа, която приема стойност 1 за всички рационални числа и стойност 0 за всички ирационални числа. Функцията е дефинирана по следния начин:
{\displaystyle D(x)={\begin{cases}1,&x\in \mathbb {Q} \\0,&x\in \mathbb {R} \setminus \mathbb {Q} \end{cases}}},
където Q е множеството на рационалните числа, а R – множеството на реалните числа.
Тя е пример за:
- прекъсната във всяка точка функция,
- функция, която не може да се интегрира по Риман, но може да се интегрира по Лебег,
- функция от втори клас в класификацията на Бер с представяне:

{\displaystyle D(x)=\lim _{m\to \infty }\lim _{n\to \infty }\cos ^{2n}m!\pi x,}

## Риманов интеграл
Функцията на Дирихле не е интегруема по Риман в нито един интервал, понеже при всяко разбиване Z на интервала във всеки подинтервал {\displaystyle \left[x_{k-1},x_{k}\right]} има винаги както рационални, така и ирационални числа и затова
долната сума {\displaystyle U(Z)=\sum _{k=1}^{n}(x_{k}-x_{k-1})\cdot \inf _{x_{k-1}<x<x_{k}}f(x)}
е винаги 0 (понеже инфимумът е винаги 0), а
горната сума {\displaystyle O(Z)=\sum _{k=1}^{n}(x_{k}-x_{k-1})\cdot \sup _{x_{k-1}<x<x_{k}}f(x)}
е винаги равна на дължината на интеграла, в който се интегрира (понеже супремумът е винаги равен на 1 и просто се събират дължините на отделните подинтервали).
За да съществува риманов интеграл, трябва двете стойности да са равни, т.е.:
{\displaystyle {\overline {\int _{a}^{b}}}f(x)\,dx=\inf _{Z}O(Z)=\sup _{Z}U(Z)={\underline {\int _{a}^{b}}}f(x)\,dx}
Понеже долната и горната сума трябва да клонят към една и съща стойност, D(x) не е интегруема по Риман в нито един интервал.

## Лебегов интеграл
Тъй като функцията на Дирихле е проста функция, т.е. приема само краен брой различни стойности, които освен това са неотрицателни, Лебеговият интеграл може да се пресметне по следния начин за произволен интеграл I:
{\displaystyle \int _{I}D(x)\,d\lambda (x)=0\cdot \lambda (I\cap \mathbb {R} \setminus \mathbb {Q} )+1\cdot \lambda (I\cap \mathbb {Q} )},
където {\displaystyle \lambda (x)} обозначава лебеговата мярка.
При която и да е стойност на {\displaystyle \lambda (I\cap \mathbb {R} \setminus \mathbb {Q} )} умножението с 0 дава винаги резултат 0. Това следва от аксиома от теорията на мярката, дори когато другият множител е безкраен. Освен това {\displaystyle \lambda (I\cap \mathbb {Q} )} е винаги 0, тъй като множеството {\displaystyle \mathbb {Q} } на рационалните числа е изброимо.
Така че за всеки интервал I е изпълнено:
{\displaystyle \int _{I}D(x)\,d\lambda (x)=0}